# Württembergische Bürgerpartei
Die Württembergische Bürgerpartei (1919–1933) war die Landespartei der Deutschnationalen Volkspartei (DNVP) im Volksstaat Württemberg. In ihr sammelten sich nach dem Ersten Weltkrieg die Mitglieder der Konservativen und des rechten Flügels der nationalliberalen Deutschen Partei sowie viele ehemals parteilose Bürger. 

## Geschichte
Wegen des hohen Anteils ehemaliger Nationalliberaler war die Württembergische Bürgerpartei etwas moderater als die rechtsgerichtete Mutterpartei DNVP, aber auch die Bürgerpartei lehnte die Weimarer Republik grundsätzlich ab. In ihrem Parteiprogramm von 1919 verzichtete die Bürgerpartei zwar auf ein ausgesprochenes Bekenntnis zur untergegangenen Monarchie und stellte die Mitwirkung in jeder Staatsform in Aussicht, aber eine Rückkehr zum Königreich Württemberg wäre ihren Mitgliedern doch am liebsten gewesen. 
Bis 1924 befand sich die Bürgerpartei im württembergischen Landtag in der Opposition. Mit dem evangelisch geprägten Württembergischen Bauern- und Weingärtnerbund bildete die Bürgerpartei seit 1919 eine Fraktionsgemeinschaft im Landtag und im Reichstag. Dabei stellte sich eine gewisse Arbeitsteilung ein, in deren Folge die Bürgerpartei mehr Gewicht auf die Arbeit im Reichstag legte und der Bauernbund eher im Landtag aktiv war. 
Der in der ersten Hälfte der Zwanziger Jahre führende Politiker der Bürgerpartei war der streitbare Wilhelm Bazille, der 1924 württembergischer Staatspräsident und Kultminister wurde. Damit war die Bürgerpartei von 1924 bis 1933 Regierungspartei in Württemberg, zunächst in einer Koalition mit dem Bauern- und Weingärtnerbund und der katholischen Zentrumspartei. Der neben Bazille zweite Landesminister aus der Bürgerpartei war Alfred Dehlinger, welcher von 1924 bis 1942 das württembergische Finanzressort leitete. Offizieller Vorsitzender der Bürgerpartei in seinen Anfangsjahren war der Theologe Gustav Beißwänger, der aber Ende 1924 von dem Rechtsanwalt Friedrich Wider und dem Chemieindustriellen Ernst Schott entmachtet wurde. Wider und Schott begannen einen Prozess, der die Bürgerpartei auf eine Linie mit der Gesamtpartei unter Alfred Hugenberg brachte. Die Bürgerpartei nannte sich seit 1928 offiziell „Landesverband Württemberg der Deutschnationalen Volkspartei (Württembergische Bürgerpartei)“. Walter Hirzel übernahm im Frühjahr 1927 den Landesvorsitz. Wilhelm Bazille trat 1930 wegen seines Gegensatzes zur Politik Hugenbergs aus der Bürgerpartei aus. Die Partei löste sich nach der „Machtergreifung“ Hitlers 1933 auf.